# Fermin Eguia
Fermín Eguía  (Comodoro Rivadavia, 22 de enero de 1942-Buenos Aires, 13 de diciembre de 2024) fue un pintor, dibujante e ilustrador acuarelista surrealista argentino.

## Biografía
A los catorce años se mudó a Buenos Aires donde estudió en las escuelas de Bellas Artes, fue dibujante técnico en el Instituto Nacional de Tecnología Agropecuaria (INTA). 
Alumno de Aída Carballo expuso desde 1965 en galerías y museos argentinos y del extranjero.
En 1965, con 23 años, aún estudiante de la escuela"Manuel Belgrano", presentó su primera exposición individual en la galería Probar, ubicada en el subsuelo de la calle Florida 681 de la ciudad de Buenos Aires.
Quien fue su maestra, Aída Carballo (1916-1985), destacada artista, le escribe unas palabras en el catálogo de su primera exposición en la galería Proar. El afiche de la exposición lo hizo él mismo. Presentó 7 témperas y 19 dibujos.
Después del año 1968 estuvo brevemente preso, pero siempre siguió pintando.
Vivió durante gran parte de su vida en Tigre, donde se inspiró. Residió en Palermo, Buenos Aires.
Pertenecía a una generación combativa de artistas. Formaron grupos a partir de los años '70, en el marco de los conmocionados años de gobiernos represivos y censura abierta en el campo cultural y reforzada en el llamado Proceso de Reorganización Nacional.
La segunda vez que expuso fue en 1972, en una exposición colectiva junto a otros artistas, a esta altura politizados, que fundan el Grupo Manifiesto.
Hombre de izquierda y productor de imágenes aparentemente inocentes y de un mundo de fabulación fantástica de lo cotidiano: mesas servidas, teteras, panes, cochecitos de bebé, autos apacibles, y no tanto, otros trabajos que evocan al universo de la naturaleza vegetal y animal.
La mayoría de sus obras son de pequeños formatos. Íntimas, pintadas sobre una mesa, con un impecable manejo de la acuarela sobre papel. La acuarela requiere un importante conocimiento del material, es difícil y Eguía lo maneja a la perfección. También pinta con témpera, óleo, y acrílico, en menor medida.
En la crisis del 2001 en Argentina, el colapso y las jornadas caóticas de diciembre no lo dejaron indiferente. Pintó "Furia de los Ahorristas", una pintura acrílica, que recibió en forma anónima Roberto Lavagna, el entonces ministro de economía. También "Juan de Garay Presencia el Raje", una acuarela donde se ve el avión presidencial y la "Casa Rosada" detrás, entre otras.
Eguía contó con muchos coleccionistas de su obra. La "Serie Erótica", de la década del 2000, reproducidas en libros donde las figuras no son pudorosas, sino deseantes.
En 2005 se realizó una gran retrospectiva de su obra en Buenos Aires.
Con 60 años de trayectoria conservó la pasión de sus inicios, admirado y querido por sus colegas, aunque menos por el medio.
Mereció el Premio Konex de Platino 2012 en pintura y en 2011 fue Gran Premio de Honor del Salón Nacional de Pintura.Este premio lo ganó con la obra "Comer Sin Ser Comido".
Estaba casado con la artista Carmen Ezcurra.
Falleció el 13 de diciembre de 2024 en Buenos Aires, a los 82 años.